# Elapsoidea semiannulata
Elapsoidea semiannulata là một loài rắn trong họ Rắn hổ. Loài này được Bocage mô tả khoa học đầu tiên năm 1882.